# Creedence Clearwater Revival
A Creedence Clearwater Revival (rövidítése: CCR) 1967-ben alakult amerikai rockzenekar a kaliforniai Berkeley-ből, amely 1967 novembere és 1972 novembere között ezen a néven működött. John Fogerty énekes, gitáros, dalszerző, a testvére, Tom Fogerty ritmusgitáros, Stu Cook basszusgitáros, valamint Doug Clifford dobos. Darabjaik zenéje és szövege alapvetően alapítójuktól, John Fogerty énekestől, gitárostól származik. Zenei stílusukra leginkább a roots rock és a swamp rock stílusmegjelöléseket alkalmazzák, de  country,  blues rock és  rock and roll elemek is fellelhetőek a dalaikban. Ezenkívül a southern rock létrejöttében is jelentős a szerepük. A csoport legismertebb slágerei közé tartozik a Proud Mary, a Bad Moon Rising, a Green River, a Down on the Corner és a Have You Ever Seen the Rain.

## A zenekar története

### Megelőző zenekarok – A korai évek
A zenészek The Blue Velvets néven indultak, amelyet 1959 elején John Fogerty és iskolai barátja, Doug Clifford, valamint a röviddel ezután hozzájuk csatlakozó basszusgitáros és zongorista, Stuart „Stu” Cook alapított, a kaliforniai El Cerritóban.
Egy interjúban Doug Clifford azt mondta, hogy az iskolája zenetermében találkozott John Fogertyvel, aki épp zongorázott. Azért lett rá figyelmes, mert Fogerty olyan zenét hallgatott, ami Cliffordot is érdekelte, nevezetesen Fats Domino és Little Richard számait.
Röviddel ezután a következő beszélgetés folyt köztük: Clifford: […] “I said ‘Do you wanna start a band?’ He said ‘what do you play?’ I said ‘I’m a drummer.’[…]” („Azt kérdeztem tőle: ‚Akarsz együttest alapítani?‘ Erre ő: ‚Milyen hangszeren játszol?‘ Azt feleltem: ‚Dobos vagyok.‘“) Cliffordnak abban az időben volt egy pergő- és egy nagy dobja. […] “He said ‘Well, let’s do that, but actually I play guitar. I’m looking for a piano player.‘” („Azt mondta: ‚Jó, csináljuk, de én valójában gitározom. Egy zongoristát keresek.‘“)
Öt hónap után Stu Cook csatlakozott a duóhoz. Eleinte zongorázott, később pedig basszusgitározni tanult. Kicsit később Tom Fogerty, John bátyja csatlakozott a bandához. Immár együtt játszottak iskolai rendezvényeken és kisebb fesztiválokon, táncos bálokon, ahol repertoárjuk lényegében a korabeli slágerek hangszeres változataiból állt. Ez idő alatt már felvettek néhány lemezt a helyi zenei kiadók számára, de ezek nem jártak sikerrel.
Miután az összes bandatag elvégezte a középiskolát, a The Blue Velvets nem tudott a zenei karrierjén tovább dolgozni. Tomnak, a Fogerty fivérek idősebbjének már saját családja volt, akiket el kellett tartania; Doug Clifford és Stu Cook főiskolára járt, John Fogerty pedig a tartalékos katona volt.
Amikor 1964-ben a négyes bemutatott a Fantasy Records lemeztársaságnak néhány demófelvételt, azok el voltak ájulva a Blue Velvets zenéjétől. Az utólag hozzáadott énekfelvételekkel ellátott zeneműveket aztán bakelitlemezen adták ki.
A zenészek azonban nem voltak elragadtatva, amikor a megjelenéskor rájöttek, hogy a lemezcég átkeresztelte a zenekart The Golliwogsnak – utalva gyerekkönyvek szereplőjére, Golliwogra. Eleinte mérsékelt volt a siker, kiadtak néhány figyelmet fel nem keltő kislemezt. A négy zenész már akkor is kiemelkedett a helyi zenei együttesek sorából saját szerzeményeivel, melyeket a rock 'n' roll, a beatzene, a country és a blues hatásai formáltak. Miközben John Fogerty 1967-ig katona volt, a másik három alkalmi munkákkal tartotta fenn magát.
A Brown Eyed Girl című dallal, amely 1967-ben jelent meg kislemezként, John Fogerty bátyját, Tomot váltotta le énekesként. Ez a változás új zenei irányt jelentett; A Walk on the Water volt a banda első olyan darabja, amely nem szerelmes dal volt. Az The Golliwogs néven megjelent utolsó kislemez a Porterville volt.

### Creedence Clearwater Revival – névváltás, áttörés és hírnév
1967 decemberében a csoport átnevezte magát Creedence Clearwater Revival névre. Ezt az elnevezést (az angol creed – „hit”, és credence – „bizalom”) Tom Fogerty munkatársa barátjának keresztnevéből (Credence) és egy sörmárkából (Clearwater) hozták létre, amely többek között tisztasággal hirdette magát. Doug Clifford szerint a „Clearwater” valami mély, igaz és tiszta jelképet akart szimbolizálni, a „Revival” pedig egy új kezdetet jelentett a zenekar számára, amelyről John Fogerty úgy fogalmazott, hogy csak „ultrafehér Mickey Mouse zenét” produkált. A Clearwater azonban a zenekar környezetvédelemmel kapcsolatos álláspontját is képviselte. A „Revival” a zenekar összetartását szimbolizálja, amely néhány (nem mindig önkéntes) névváltoztatás után végre saját maga adhatott magának nevet.
Az első szám, amit ezen a néven vettek fel, a Suzie Q. volt, Dale Hawkins akkor már tizenegy éve íródott dala, ami az első megjelenés óta szerepelt a programjukban. Ezután felvették az I Put a Spell on You (Screamin' Jay Hawkins száma), a Walk on the Water-t, a Get down Woman-t, a Gloomy-t és egyebeket. A The Working Man cím már egy korai kísérlet volt a nép „lower-class” mentalitásának megszólítására.
Az első album Creedence Clearwater Revival címmel 1968 elején készült el, és ugyanazon év júniusában jelent meg. Remek volt a reakció erre a lemezre; a rádióállomások számos megkeresést kaptak a hallgatóktól. Ezt követően rendszeres rádióműsorokban kezdték játszani a lemezt, és CCR-mánia kezdett kialakulni.
Az 1969-ben kiadott Bayou Country albummal a banda megtalálta azt a stílust, amelyet a következő néhány évben meg is tartott. A csapat zenéjét most „bayou rock”-nak vagy „swamp rock”-nak nevezték a dalszövegek és a visszatérő témák miatt, amelyek vidéki bölcsességeket fogalmaztak meg. Végül azt feltételezték, hogy a Creedence Clearwater Revival Louisianából származott, amit különösen megerősített a második sláger, a Proud Mary. Ez a mítosz elsősorban John Fogerty amerikai dél iránti szeretete révén alakult ki; kedvenc zenéje, a blues és a klasszikus rock 'n' roll, szinte kizárólag onnan származott. Ez a stílus, szintén country beütéssel, megnyilvánult az ezt követő, szintén 1969-ben megjelent Green River albumon, az azonos című címadó dallal és a többi Lodi és Bad Moon Rising slágerrel. A zenekar kialakította saját zenei jellemzőit.
Ugyanebben az évben a woodstocki fesztiválon a fő attrakciók egyikeként történt fellépésük nem jelent meg a fesztiválról szóló filmben, sem az eredeti Woodstock-albumon, mivel John Fogerty és a lemezcég megtagadta a felvételek felhasználását. Fogerty úgy ítélte meg, hogy a Grateful Dead együttes hosszú fellépése után hajnali 3 körül zajló színpadra lépés túl rossz ahhoz, hogy később kiadják, mivel a közönségnek csak egy kis része maradt ébren, és a zenekar állítólag technikai nehézségekkel küszködött. A teljes felvétel csak 2019. augusztus 2-án jelent meg Live at Woodstock címmel.
A Creedence Clearwater Revival először a Fortunate Son című slágerrel vállalt fel politikai mondanivalót a Willy and the Poor Boys albumon (1969 november). A megvetés tárgya az érzéketlen gazdag ember, aki a hatalmat saját céljaira fordítja. Az akkoriban parázsló vietnámi háborúra való utalások jelentek meg a dalaikban. A dalszöveg: „It ain’t me, it ain’t me. I am no senator’s son. It ain’t me, it ain’t me. I am no fortunate one.“ Valószínűleg arra utalnak, hogy a gazdagabb és befolyásosabb állampolgároknak lehetőségük volt kikerülni a katonai szolgálatot. A Down on the Corner volt az LP legnagyobb slágere, míg a kevésbé ismert Don't Look Now (It Ain't You vagy Me) című dalt hivatali oldalról erősen kritizálták.
A Cosmo's Factory (1970), megjelenése idején ötödik nagylemezük, a Creedence Clearwater Revival karrierje csúcsát jelentette. Ebből az időszakból a slágerek közé tartozik a Lookin' Out My Back Door, az Up Around the Bend és a Who'll Stop the Rain. A banda ma már rendszeresen játszott nagy közönség előtt szerte a világon, minden egyes kislemez több millió példányban kelt el, és az eddigi öt nagylemezük mindegyike több mint egymillió példányban kelt el. Már kalóz-kiadású lemezek is voltak a piacon.
A négy zenész erőteljesen kampányolt az állampolgári jogokért, és számos jótékonysági koncertet adott. Anélkül, hogy ezt közhírré tették volna, élelmiszerrel és felszereléssel látták el az ostromlott Alcatraz-sziget indiánjait.
Az 1970 decemberében kiadott LP Pendulum több mint egymillió rendelést kapott a megjelenés előtt. Az album tartalmazta a Have You Ever Seen the Rain-t és a Hey Tonight-ot, a CCR egyetlen első számú slágerét Németországban. Mindkét darab kislemezként jelent meg 1971 januárjában. Évekkel később azonban világossá vált, hogy John Fogerty időközben lefokozta a Pendulum bandatársait statisztákká; a lemez dalai főként tőle származtak, szövegek és zene formájában. Talán ez az oka annak, hogy Fogerty soha nem énekelt magabiztosabban, mint ezen az albumon. A csoport egységét azonban már nem lehetett fenntartani; Tom Fogerty 1971 februárjában vált ki a bandából, hogy családjára és szólókarrierjére összpontosítson.
Az 1972 áprilisában kiadott Mardi Gras albumon a maradék három zenész mindegyike bemutatta saját szerzeményeit. A lemezt a zenekaron belül a demokratikus elvek szerint alkották meg, talán ezért a stílusa nem lett egységes.
A CCR azonban alig látott valamit a slágereikkel megkeresett pénzből, hiszen a szerződések akkoriban csak a koncertek és a szállodák költségeit tartalmazták az étkezéssel együtt. Ezekért a fellépési szerződésekért a többi bandatag John Fogertyt okolta, ami gyorsította a banda szétesését. John Fogerty még az 1980-as években is küzdött ezekkel a szerződésekkel, amelyek még azt is megtiltották neki, hogy nyilvánosan énekelje a saját dalait. Csak jóval később engedett a kiadó, és egy koncerten kibékültek.

### A feloszlás
1972 júliusában a Creedence Clearwater Revival végül feloszlott. A megmaradt bandatagok közötti megromlott viszony ellenére kéthónapos amerikai turné következett 20 időponttal. 1972. október 16-án – kevesebb mint hat hónappal a turné vége után – a Fantasy Records és a zenekar hivatalosan bejelentette a CCR feloszlatását. A zenészek a feloszlásig Berkeleyben dolgoztak, ahol egy korábbi raktárt használtak székhelyül, irodákkal, stúdiókkal, kosárlabda csarnokkal és garázzsal a Porschék számára. Stu Cook és Doug Clifford később más zenészekkel megalapította a Creedence Clearwater Revisited formációt, amellyel életben tartották a régi slágereket. A szakítás után John Fogerty kezdetben csak közepes sikereket ért el különböző projektekben és szólókarrierben – itt érdemes megemlíteni a hagyományos countryba tett zenei kirándulását, amelyet The Blue Ridge Rangers rejtett néven és az azonos nevű albumon vett fel. 1975-ben kiadta második szólóalbumán a Rockin' All Over the World című dalt, amely két évvel később a Status Quo együttes révén vált világhírűvé. Csak 1985-ben ért el kereskedelmi sikert a Centerfield albummal, valamint a Rock and Roll Girls és a The Old Man Down the Road című kislemezekkel. Később a Blue Moon Swamp (1997) és a Revival (2007) album is nagy figyelmet kapott.
Tom Fogerty ritmusgitáros 1990. szeptember 6-án hunyt el, 48 évesen.
1993-ban a zenekar bekerült a Rock and Roll Hall of Fame csarnokába. A Rolling Stone zenei magazin a 82. helyre sorolta őket 2011-ben a mindenidők 100 legjobb zenésze között.
Egy aszteroida (aszteroida (19398) Creedence) a zenekarról kapta a nevét 2009. augusztus 6-án történt felfedezése után.

## Nagylemezek
- Creedence Clearwater Revival (1968)
- Bayou Country (1969)
- Green River (1969)
- Willie and the Poor Boys (1969)
- Cosmo’s Factory (1970)
- Pendulum (1971)
- Mardi Gras (1972)
- Gold (1972)
- More Gold (1973)
- Live In Europe (1973)
- Golliwogs (1975)
- Concert (1981)
- Creedence Country (1981)
- Chronicle – 20 Great CCR (1986)
- Chooglin’ (1990)
- Hot Stuff (1995)
- Recollection (1998)

## Tagjai

### Tom Fogerty
(ritmusgitár)
Születési dátum: 1941. november 9., Berkeley, Kalifornia, Egyesült Államok. Meghalt: 1990. szeptember 6., Scottsdale, Arizona, Egyesült Államok
Házastárs: Gail L Skinner (1960–1977), Tricia Clapper (1980–1990)
Zenekarok:  The Blue Velvets (1959–1964), The Golliwogs (1964–1967), Creedence Clearwater Revival (1967–1971)

### John Fogerty
(ének, szólógitár)
Születési dátum: 1945. május 28.  Berkeley, Kalifornia, Egyesült Államok
Zenekarok: The Blue Velvets (1959–1964), The Golliwogs (1964–1967), Creedence Clearwater Revival (1967–1971)

### Doug Clifford

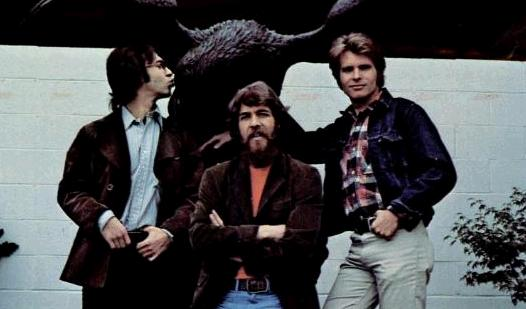
Creedence Clearwater Revival

(Dobos)
Születési dátum: 1945. április 24., Palo Alto, Kalifornia, Egyesült Államok
Házastárs: Laurie Clifford
Iskola: Fred T. Korematsu Middle School
Filmek: Creedence Clearwater Revival: Music in Review
Zenekarok: Creedence Clearwater Revival (1967–1972)

### Stu Cook
(Basszusgitár)
Születési dátum: 1945. április 25.  Oakland, Kalifornia, Egyesült Államok
Iskola: Fred T. Korematsu Middle School
Filmek: Creedence Clearwater Revival: Music in Review
Zenekarok: Creedence Clearwater Revival (1967–1972), (több más zenekarban játszott)
Lemezkiadók: Fantasy Records, Warner Bros. Records, Fuel 2000, Wounded Bird Records